# Dart (linguagem de programação)
Dart (originalmente denominada Dash) é uma linguagem de script voltada à web desenvolvida pela Google. Ela foi lançada na GOTO Conference 2011, que aconteceu de 10 a 11 de outubro de 2011 em Aarhus, na Dinamarca. O objetivo da linguagem Dart foi inicialmente a de substituir a JavaScript como a linguagem principal embutida nos navegadores. Programas nesta linguagem podem tanto serem executados em uma máquina virtual quanto compilados para JavaScript.
Em novembro de 2013, foi lançada a primeira versão estável, Dart 1.0. Em agosto de 2018 foi lançado o Dart 2.0, um reboot da linguagem, otimizado para o desenvolvimento client-side para Web e dispositivos móveis.

## Exemplo

### Programa Olá Mundo
```
void
 
main
()
 
{

  
print
(
'Olá, Mundo!'
);

}

```

### Algoritmo de Trabb Pardo-Knuth
```
import
 
'dart:io'
;

import
 
'dart:math'
;

double
 
f
(
double
 
t
)
 
=>
 
sqrt
(
t
.
abs
())
 
+
 
5
 
*
 
pow
(
t
,
 
3
);

void
 
main
()
 
{

  
final
 
a
 
=
 
List
.
generate
(
11
,
 
(
_
)
 
{

    
final
 
input
 
=
 
stdin
.
readLineSync
();

    
return
 
input
 
!=
 
null
 
?
 
double
.
parse
(
input
)
 
:
 
0.0
;

  
});

  
for
 
(
var
 
i
 
=
 
a
.
length
 
-
 
1
;
 
i
 
>=
 
0
;
 
i
--
)
 
{

    
final
 
y
 
=
 
f
(
a
[
i
]);

    
print
(
y
 
>
 
400
 
?
 
'
$
i
 TOO LARGE'
 
:
 
'
$
i
 
$
y
'
);

  
}

}

```

### Flutter
Um programa Olá Mundo do Flutter se parece com:
```
import
 
'package:flutter/material.dart'
;

void
 
main
()
 
{

  
runApp
(
const
 
HelloWorldApp
());

}

class
 
HelloWorldApp
 
extends
 
StatelessWidget
 
{

  
const
 
HelloWorldApp
({
super
.
key
});

  
@override

  
Widget
 
build
(
BuildContext
 
context
)
 
{

    
return
 
MaterialApp
(

      
title:
 
'Programa Olá Mundo'
,

      
home:
 
Scaffold
(

        
body:
 
Center
(

          
child:
 
Text
(

            
'Olá, Mundo!'
,

            
style:
 
Theme
.
of
(
context
).
textTheme
.
titleLarge
,

          
),
 
// Text

        
),
 
// Center

      
),
 
// Scaffold

    
);
 
// MaterialApp

  
}

}

```